# Brøk
En brøk er en måde at repræsentere et tal på ved hjælp af division: Den skrives som vist til højre som en vandret brøkstreg, der adskiller to tal, tælleren øverst og nævneren neden under. Ind i mellem ser man også brøker skrevet med en skråstreg i stedet for den vandrette brøkstreg. Den kan ske, hvis den første skrivemåde er teknisk besværlig eller umulig at opnå.
En brøk repræsenterer det eksakte tal, man får ved at dividere tælleren med nævneren: Eksemplet med {\displaystyle {\frac {2}{3}}} repræsenterer således "2 divideret med 3", der udtrykt som decimalbrøk er ca. 0,6667. Tallet kan faktisk ikke skrives helt præcist som et decimaltal, så brøker er nyttige, hvis man ønsker at angive et tal eksakt.
Hvis specielt både tæller og nævner er heltal, så kaldes brøken et rationalt tal. For eksempel er {\displaystyle {\frac {355}{113}}} et rationalt tal medens {\displaystyle {\frac {\pi }{180}}} eller {\displaystyle {\frac {1}{\sqrt[{3}]{11}}}} ikke er det.

## Ægte og uægte brøker
Man skelner mellem ægte og uægte brøker, hvor de ægte brøker er tal, der numerisk er mindre end 1, altså ligger mellem −1 og +1, f.eks. {\displaystyle {\frac {3}{7}}}. 
I modsat fald repræsenterer brøken et tal, som numerisk er større end eller lig 1, og så er der tale om en uægte brøk.
Uægte brøker kan også skrives som et såkaldt blandet tal. For eksempel er {\displaystyle {\frac {7}{3}}=2+{\frac {1}{3}}}, og som blandet tal skrives denne brøk {\displaystyle 2{\frac {1}{3}}}. Denne notation bør dog undgås, da {\displaystyle 2{\frac {1}{3}}} kan misfortolkes som {\displaystyle 2\cdot {\frac {1}{3}}={\frac {2}{3}}}

## Forlængelse og forkortelse
Ved at multiplicere ("gange") tælleren {\displaystyle a} og nævneren {\displaystyle b} med ét og samme tal, får man en ny brøk, som repræsenterer samme tal som den oprindelige. Matematisk kan man skrive det således:
{\displaystyle {\frac {a}{b}}={\frac {a\cdot c}{b\cdot c}}}
Man siger, at brøken {\displaystyle {\frac {a}{b}}} er blevet forlænget med tallet {\displaystyle c}. I eksemplet herunder forlænges brøken {\displaystyle {\frac {2}{5}}} med 3:
{\displaystyle {\frac {2}{5}}={\frac {2\cdot 3}{5\cdot 3}}={\frac {6}{15}}}
Bemærk, at {\displaystyle {\frac {2}{5}}} og {\displaystyle {\frac {6}{15}}} begge repræsenterer det samme tal, de er begge lig med decimaltallet 0,4.
Hvis man omvendt kan finde et tal {\displaystyle c}, der går op i både tæller og nævner (dvs. begge tal kan deles med {\displaystyle c} uden at der bliver en rest), kan man dividere tælleren og nævneren med dette tal og få en ny brøk, der stadigvæk repræsenterer samme tal som den oprindelige brøk. Dette kaldes at forkorte en brøk, og matematisk kan det skrives således:
{\displaystyle {\frac {a}{b}}={\frac {a:c}{b:c}}}
Brøken {\displaystyle {\frac {a}{b}}} siges at være forkortet med tallet {\displaystyle c}. I eksemplet herunder bliver brøken {\displaystyle {\frac {6}{8}}} forkortet med 2:
{\displaystyle {\frac {6}{8}}={\frac {6:2}{8:2}}={\frac {3}{4}}}
Igen ser man, at både den oprindelige brøk og resultatet af forkortelsen repræsenterer samme tal, her 0,75.

## Regneregler for brøker
Der findes et antal regneregler, som gør det muligt at reducere udtryk, så man bibeholder den eksakte repræsentation af tallene:

### Addition og subtraktion
Hvis de to brøker har samme nævner, kan man lægge dem sammen eller trække dem fra hinanden ved at addere eller subtrahere tællerne, og bevare nævneren. Matematisk skrives dette således:
{\displaystyle {\frac {a}{c}}+{\frac {b}{c}}={\frac {a+b}{c}}}
henholdsvis
{\displaystyle {\frac {a}{c}}-{\frac {b}{c}}={\frac {a-b}{c}}}
I eksemplet herunder beregnes summen af {\displaystyle {\frac {1}{5}}} og {\displaystyle {\frac {3}{5}}}:
{\displaystyle {\frac {1}{5}}+{\frac {3}{5}}={\frac {1+3}{5}}={\frac {4}{5}}}
Efter beregningen kan resultat-brøken muligvis forkortes:
{\displaystyle {\frac {31}{60}}-{\frac {7}{20}}={\frac {31}{60}}-{\frac {21}{60}}={\frac {10}{60}}={\frac {1}{6}}}
Hvis brøkerne har forskellige nævnere, bliver det nødvendigt at forlænge den ene eller begge brøker, sådan at de får ens nævnere; brøkerne repræsenterer stadigvæk de samme tal, selv om man forlænger eller forkorter dem. Derefter kan de adderes eller subtraheres som nævnt ovenfor.
Man kan altid bruge produktet af de to nævnere som den fælles nævner:
{\displaystyle {\frac {a}{b}}+{\frac {c}{d}}={\frac {a\cdot d}{b\cdot d}}+{\frac {c\cdot b}{d\cdot b}}={\frac {a\cdot d+c\cdot b}{b\cdot d}}}
Bemærk, at den første brøk forlænges med den sidstes nævner, og den sidste brøk forlænges med den førstes nævner. Derved bliver nævnerne hhv. {\displaystyle b\cdot d} og {\displaystyle d\cdot b}, som jo er lig med hinanden.
I eksemplet herunder adderes brøkerne {\displaystyle {\frac {1}{2}}} og {\displaystyle {\frac {1}{3}}}:
{\displaystyle {\frac {1}{2}}+{\frac {1}{3}}={\frac {1\cdot 3}{2\cdot 3}}+{\frac {1\cdot 2}{3\cdot 2}}={\frac {3}{6}}+{\frac {2}{6}}={\frac {5}{6}}}
I det næste eksempel subtraheres to brøker. Som fællesnævner vælges her det mindste tal, som begge nævnere går op i (se mindste fælles multiplum); til sidst bliver det i dette tilfælde muligt at forkorte:
{\displaystyle {\frac {14}{15}}-{\frac {21}{35}}={\frac {14}{3\cdot 5}}-{\frac {21}{5\cdot 7}}={\frac {14\cdot 7}{3\cdot 5\cdot 7}}-{\frac {3\cdot 21}{3\cdot 5\cdot 7}}={\frac {98}{105}}-{\frac {63}{105}}={\frac {35}{105}}={\frac {1}{3}}}

### Multiplikation
Man multiplicerer ("ganger") to brøker med hinanden ved at multiplicere tællerne for sig og nævnerne for sig:
{\displaystyle {\frac {a}{b}}\cdot {\frac {c}{d}}={\frac {a\cdot c}{b\cdot d}}}
Resultatet af multiplikationen kan muligvis forkortes som i dette eksempel:
{\displaystyle {\frac {7}{13}}\cdot {\frac {6}{35}}={\frac {7\cdot 6}{13\cdot 5\cdot 7}}={\frac {6}{65}}}

### Reciprokke brøker
Man finder den reciprokke af en brøk ved ganske enkelt at bytte om på brøkens tæller og nævner:
{\displaystyle {\frac {1}{\frac {a}{b}}}={\frac {b}{a}}}
Eksempelvis er det reciprokke af {\displaystyle {\frac {3}{4}}} lig med {\displaystyle {\frac {4}{3}}}. Denne uægte brøk kan i øvrigt skrives som det blandede tal {\displaystyle 1{\frac {1}{3}}}.

### Division
Generelt gælder, at man kan dividere to tal ved at multiplicere dividenden med det reciprokke af divisoren, altså {\displaystyle a:b=a\cdot {\frac {1}{b}}}. Dette bruges også ved division af brøker, hvor beregningen ser sådan her ud:
{\displaystyle {\frac {a}{b}}:{\frac {c}{d}}={\frac {a}{b}}\cdot {\frac {1}{\frac {c}{d}}}={\frac {a}{b}}\cdot {\frac {d}{c}}={\frac {a\cdot d}{b\cdot c}}}
Skal man f.eks. dividere {\displaystyle {\frac {4}{5}}} med {\displaystyle {\frac {2}{3}}}, foregår det således:
{\displaystyle {\frac {4}{5}}:{\frac {2}{3}}={\frac {4}{5}}\cdot {\frac {1}{\frac {2}{3}}}={\frac {4}{5}}\cdot {\frac {3}{2}}={\frac {12}{10}}={\frac {6}{5}}=1{\frac {1}{5}}}
Ved den sidste omskrivning fås et blandet tal.

#### Umuligheden af division med nul
Man kan ikke dividere med nul. Antag, at f.eks. udtrykket {\displaystyle {\frac {7}{0}}} skulle have en bestemt værdi, kaldet {\displaystyle x}:
{\displaystyle {\frac {7}{0}}=x}
så følger af regnereglerne, at
{\displaystyle 7=0\cdot x=0},
hvilket jo er en modstrid. Brøken {\displaystyle {\frac {a}{b}}}, hvor {\displaystyle b=0}, er altså et meningsløst udtryk.

### Rødder og potenser
Man uddrager den {\displaystyle n}'te rod af en brøk ved at uddrage samme rod af hhv. tæller og nævner:
{\displaystyle {\sqrt[{n}]{\frac {a}{b}}}={\frac {\sqrt[{n}]{a}}{\sqrt[{n}]{b}}}}
For eksempel uddrager man kvadratroden ({\displaystyle n} = 2) af {\displaystyle {\frac {9}{16}}} således:
{\displaystyle {\sqrt {\frac {9}{16}}}={\frac {\sqrt {9}}{\sqrt {16}}}={\frac {3}{4}}}
Tilsvarende gælder for den {\displaystyle n}'te potens af en brøk:
{\displaystyle \left({\frac {a}{b}}\right)^{n}={\frac {a^{n}}{b^{n}}}}

### Logaritmer
Da en brøk egentlig er en division, gælder logaritmeregnereglen for division også for en brøk:
{\displaystyle \log {\frac {a}{b}}=\log a-\log b}

### Brøk som eksponent
Hvis en brøk optræder som eksponenten i en potens (med positivt grundtal), kan udtrykket omskrives til en rod efter følgende princip:
{\displaystyle 10^{\frac {3}{5}}=10^{3\cdot {\frac {1}{5}}}=(10^{3})^{\frac {1}{5}}={\sqrt[{5}]{10^{3}}}={\sqrt[{5}]{1000}}}

## Procent og promille
Procent (%) og promille (‰) benyttes til at udtrykke brøkdele.
Procent er hundrededele; ordet betyder direkte "per hundrede", og således er 20 % = {\displaystyle {\frac {20}{100}}=0,20}.
Tilsvarende betyder promille "per tusinde", og f.eks. er 3 ‰ =  {\displaystyle {\frac {3}{1000}}=0,003}.

## Software
Der findes software som f.eks. Xcas, der kan klare brøkregning uden at beregne fælles nævner.